# Dieter Kriegbaum
Dieter Kriegbaum (* 16. Juli 1945) ist ein ehemaliger deutscher Fußballspieler, der in den 1960er und 1970er Jahren im Bereich des DDR-Fußballs aktiv war.

## Sportliche Laufbahn
Bei der Betriebssportgemeinschaft (BSG) Motor Süd Brandenburg war Dieter Kriegbaum zunächst als Nachwuchsspieler aktiv. Ab 1963 spielte er mit der 1. Mannschaft in der drittklassigen Bezirksliga Potsdam und gewann 1966 mit der BSG Motor die Bezirksmeisterschaft. Da seine Mannschaft den Aufstieg in die DDR-Liga verpasste, absolvierte Kriegbaum noch zwei weitere Spielzeiten für Motor Süd in der Bezirksliga.
Zur Saison 1968/69 wechselte Kriegbaum zum Bezirksligakonkurrenten und Lokalrivalen BSG Stahl Brandenburg. Mit der BSG Stahl wurde er 1970 erneut Bezirksmeister, bestritt alle vier Aufstiegsspiele und erzielte drei der fünf Tore, die zum Aufstieg in die DDR-Liga führten. In der nächsthöheren Liga hatte Kriegbaum von Beginn an keine Anpassungsschwierigkeiten. In seiner ersten Ligasaison bestritt er 1970/71 alle 26 Spiele und wurde mit elf Treffern sofort Torschützenkönig seiner Mannschaft. Diesen Triumph konnte er 1972 und 1973 mit sieben bzw. acht Toren wiederholen. Bis 1975 wurde er bei 125 Ligaspielen in 121 Begegnungen aufgeboten und war in dieser Zeit mit 48 Toren bester Schütze der BSG Stahl.
Nach Abschluss der Hinrunde der Saison 1975/76 schloss sich der 30-jährige Kriegbaum dem DDR-Ligisten BSG Einheit Wernigerode an. In der Rückrunde kam er bei den verbliebenen neun Ligaspielen noch viermal zum Einsatz und betätigte sich zweimal als Torschütze. 1976/77 war er mit 19 Ligaeinsätzen Stammspieler der BSG Einheit, für die er weitere sechs Tore erzielte. Im Sommer 1977 ging Dieter Kriegbaum in seine letzte Saison als Leistungssportler. Er wurde nur noch in sechs Ligaspielen eingesetzt und schoss ein letztes Tor in seiner Karriere.
In seiner Fußballerlaufbahn hatte er innerhalb von acht Spielzeiten 150 DDR-Liga-Spiele bestritten und war dabei mit 57 Toren erfolgreich gewesen.